# ザイナス
株式会社ザイナス（英: Zynas Corporation）は、大分県大分市に本社があるシステムインテグレーター。

## 概要
コンピュータソフトウェア開発、IoT関連ソリューション、ITエンジニアソリューション、Webソリューション、量子コンピュータ活用ソリューションなどにより、企業のIT化支援に取り組む。また、大分県内唯一のSAPパートナーということもあり、県内のSAP案件にも注力している。

## 沿革
- 2000年5月　有限会社ザイナス設立。
- 2002年8月　株式会社に組織変更
- 2004年10月　東京支店を開設
- 2008年3月　エンジュクレノテック株式会社を吸収合併
- 2008年5月　大分大学とスポーツ映像分析システムを開発[8]
- 2011年10月　大阪支店を開設
- 2015年11月　イジゲン株式会社と業務提携
- 2016年7月　モザイクアートを手掛けるピットメディア・マーケティングス株式会社を100％子会社化
- 2017年4月　学校法人田北学院の経営を開始
- 2017年12月　経済産業省より、「地域未来牽引企業」に選定される[9]
- 2018年6月　ミームシステムズ株式会社を吸収合併
- 2018年6月　LPWA低消費電力通信規格「ZETA」を推進する団体「ZETAアライアンス」に主要メンバー（Promoter）として参画[10]
- 2018年6月　子育てサポート企業として、厚生労働大臣の認定（くるみん認定）を受ける[11][12]
- 2018年10月　第１回「おおいた働き方改革」推進優良企業として表彰を受ける[13][14]
- 2018年12月　大分大学の被災地データ一元化への取り組みを技術支援[15][16]
- 2019年3月　SAPジャパン株式会社の『SAP AWARD OF EXCELLENCE 2019』特別賞を受賞[17]
- 2019年4月　イノベーター育成講座「OITAイノベーターズ・コレジオ（OIC）」を開講[18][19]
- 2019年6月　株式会社MDRと業務提携。量子コンピュータ事業に参入[20][21]
- 2019年7月　大分大学とSAPとの共同により、ドローンによる被災状況分析で救出・復旧作業を支援するシステムの開発を開始。[22][23]
- 2019年10月　豊和銀行と業務提携。中小企業の業務効率化に向け、データ入力などの単純業務を自動化するソフトウエア「RPA」の導入を支援[24]
- 2019年11月　大分大学と大分県が県内の小学生を対象に実施したプログラミングおよび防災教育イベントを、SAPジャパン、レゴと共同で支援。[25]
- 2019年11月　量子コンピュータの活用サービス「Go Quantum」を提供開始[26][27][28][29]
- 2019年12月　大分市より、「令和元年度大分市子育て支援中小企業」として表彰される[30][31]

## 事業所一覧
- 本社
  - 大分県大分市金池南1丁目5番1号コレジオ大分5階
- 東京本社
  - 東京都港区浜松町2丁目6番2号浜松町262ビル5階
- 福岡支社
  - 福岡県福岡市博多区博多駅東1丁目14番25号新幹線ビル2号館5F